# Mariánský sloup (Nitra)
Mariánský sloup v Nitře je morový sloup v Nitře. Toto vrcholně barokní sousoší, největší ve městě, se nachází na jižním svahu hradního kopce. Biskup Imrich Esterházy dal postavit sloup na památku velkých morových epidemií v letech 1710 a 1739, během kterých zahynula asi čtvrtina obyvatel města. Sousoší bylo postaveno v roce 1750 a jeho autorem je rakouský kamenosochař Martin Vogerle z Bruck an der Leitha. Zrestaurovaná památka byla zkolaudována dne 29. dubna 2008.

## Architektura
Sousoší je ztvárněno podle stávajícího kompozičního schématu mariánských sloupů rozšířeného v období baroka. Stavěly se z vděčnosti za vyslyšení modliteb na odvrácení moru. Sloup vyrůstá z piedestalu na kterém jsou vázy na horní římse a sochy čtyř světců. Na Volutě jsou andělské postavičky držící mariánské symboly - zlatou věž, dům, bránu nebes a hvězdu. Zarámované reliéfní ztvárněné scény ze života Panny Marie a kartuše s erbem biskupa Imricha Esterháziho jsou na spodní části sousoší. Pozlacená ústřední socha Neposkvrněné Panny Marie (Immaculata) s gloriolou z hvězd kolem hlavy, stojící na zeměkouli obtočené hadem se tyčí uprostřed dekorativně tvarovaného sloupu. Podobný morový sloup stojí v rakouském Hainburgu od roku 1749.